# تپه شهر سوخته ۱۵۵
تپه شهر سوخته ۱۵۵ مربوط به هزاره ۲ و ۳ قبل از میلاد است و در شهرستان زابل، بخش شیب آب، دهستان لوتک، روستای حومه شهر سوخته، ۵ کیلومتری جنوب پایگاه باستان‌شناسی شهر سوخته واقع شده است. این اثر در تاریخ ۱۵ اسفند ۱۳۸۵ با شمارهٔ ثبت ۱۷۹۳۸ به‌عنوان یکی از آثار ملی ایران به ثبت رسیده است.